# Varicorhinus jaegeri
Varicorhinus jaegeri är en fiskart som beskrevs av Holly, 1930. Varicorhinus jaegeri ingår i släktet Varicorhinus och familjen karpfiskar. IUCN kategoriserar arten globalt som otillräckligt studerad. Inga underarter finns listade i Catalogue of Life.